# Lagunen Storsenter

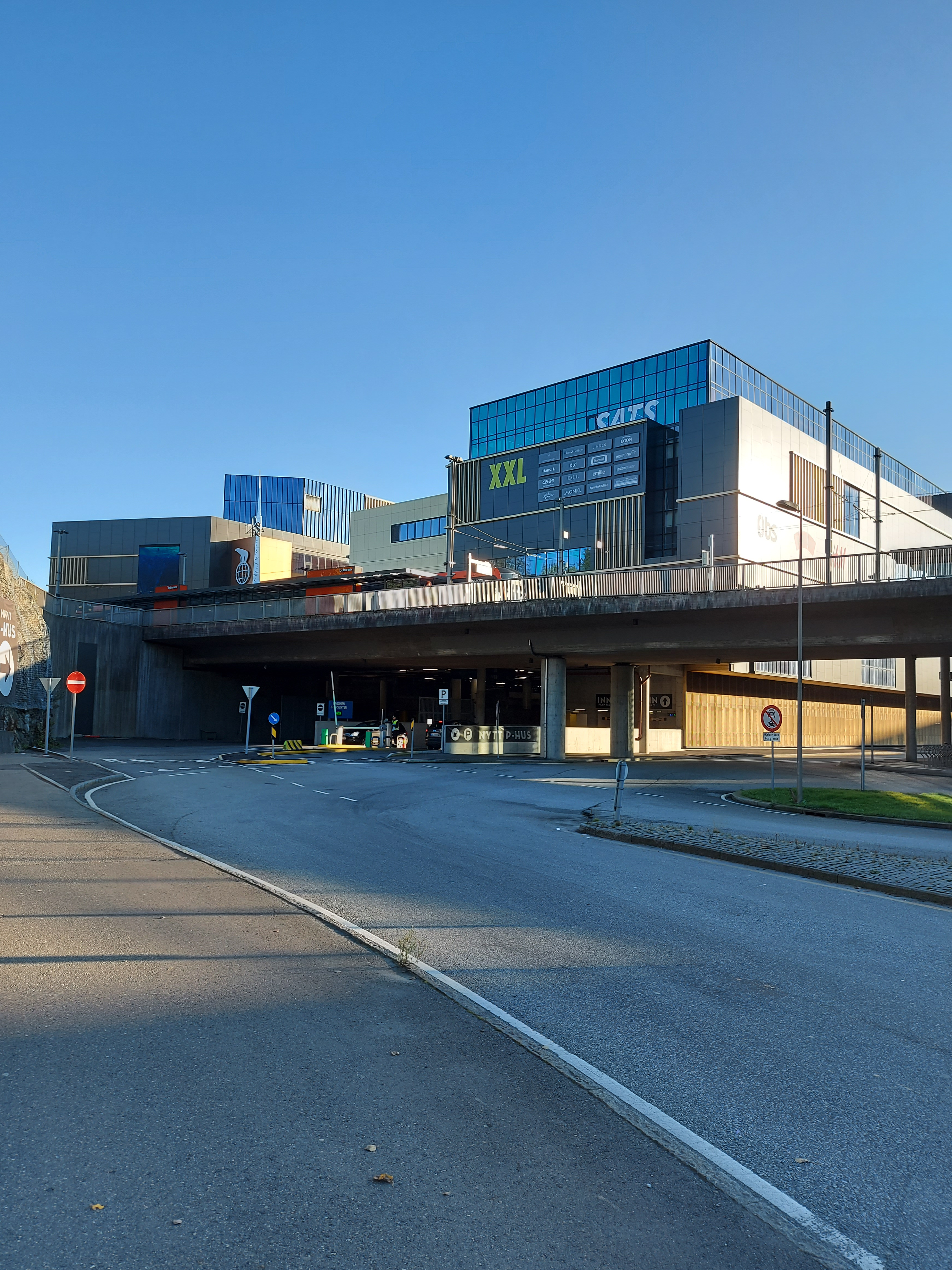
Vue générale (2020)

Lagunen Storsenter est le plus grand centre commercial de Norvège, avec 60 000 m². Il est situé  dans le quartier de Fana à Bergen.
Ouvert le 7 septembre 1985, il compte actuellement plus de 135 magasins, fréquentés par environ 100 000 visiteurs chaque semaine, soit environ 5,2 millions chaque année. Il y a 2 000 places de parking, dont 700 places couvertes.
Son chiffre d'affaires 2007 a été de 2,54 milliards de couronnes norvégiennes. L'objectif pour 2008 était de 2,6 milliards de couronnes.
Lagunen Storsenter fait actuellement partie du Groupe Olav Thon.